# Daniel of St. Thomas Jenifer
Daniel of St. Thomas Jenifer, né en 1723 et mort le 16 novembre 1790, est un homme politique américain. Il est l'un des Pères fondateurs des États-Unis en tant que signataire de la Constitution des États-Unis.